# Artocarpus hypargyreus
Artocarpus hypargyreus és una espècie de planta amb flors del gènere Artocarpus dins la família de les moràcies nativa del sud de la Xina. La Unió Internacional per a la Conservació de la Natura la va incloure l'any 1998 a la llista vermella de les espècies amenaçades com a espècie vulnerable.

## Taxonomia
Aquest tàxon va ser publicat per primer cop l'any 1861 a l'obra Flora Hongkongensis pel botànic anglès George Bentham. Abans havia estat utilitzat per Henry Fletcher Hance, però la seva descriopció no es considera vàlida, per això la referència sencera d'aquest tàxon és Artocarpus hypargyreus Hance ex Benth.